# Waldo (Maine)
Waldo ist eine Town im Waldo County des Bundesstaates Maine in den Vereinigten Staaten. Im Jahr 2020 lebten dort 795 Einwohner in 373 Haushalten auf einer Fläche von 49,99 km².

## Geographie
Nach dem United States Census Bureau hat Waldo eine Gesamtfläche von 49,99 km², von der 49,96 km² Land sind und 0,03 km² aus Gewässern bestehen.

### Geographische Lage
Waldo liegt zentral im Waldo County. Es gibt nur kleinere Seen auf dem Gebiet der Town. Der Passagassawakeag River durchfließt sie in südöstlicher Richtung. Es gibt weitere kleinere Flüsse. Die Oberfläche ist leicht hügelig. Höchste Erhebung ist der 258 m hohe Oak Hill.

### Nachbargemeinden
Alle Entfernungen sind als Luftlinien zwischen den offiziellen Koordinaten der Orte aus der Volkszählung 2010 angegeben.
- Nordwesten: Brooks, 8,3 km
- Osten: Swanville, 8,5 km
- Süden: Belfast, 6,9 km
- Südwesten: Morrill, 7,5 km
- Nordwesten: Knox, 11,4 km

### Stadtgliederung
In Waldo gibt es mehrere Siedlungsgebiete: East Knox, Fosters Corner, Knox Center, Knox Corner, Knox Ledge Corner, Knox Station und Ray Corner.

### Klima
Die mittlere Durchschnittstemperatur in Waldo liegt zwischen −6,7 °C (20 °F) im Januar und 20,6 °C (69 °F) im Juli. Damit ist der Ort gegenüber dem langjährigen Mittel der USA um etwa 9 Grad kühler. Die Schneefälle zwischen Oktober und Mai liegen mit bis zu zweieinhalb Metern mehr als doppelt so hoch wie die mittlere Schneehöhe in den USA; die tägliche Sonnenscheindauer liegt am unteren Rand des Wertespektrums der USA.

## Geschichte
Das Gebiet wurde als Waldo Plantation am 6. Juli 1821 organisiert, es gehörte zum Waldo Patent und bestand zunächst nur aus dem sogenannten „Three Miles Square“ oder dem „Six Thousand Acre Tract“, der nach dem Tod von Samuel Waldo aus seinem Nachlass an Sarah Waldo ging. Die ersten Siedler auf dem Gebiet rodeten 1798 eine erste Lichtung. Es waren William Taggart und ein Mr. Smith aus New Hampshire. Weitere Siedler folgten in den darauf folgenden Jahren. 1809 wurde das Gebiet durch Malcolm und Gleason in 60 Parzellen aufgeteilt. Vergrößert wurde das Gebiet der Plantage im Jahr 1824 durch die Hinzunahme von Teilen von Swanville und 1836 wurde ein zwischen Know und dem „Three Miles Square“ liegender Gore annektiert. Als Town wurde Waldo am 17. März 1845 organisiert und nach Samuel Waldo benannt.
Weitere Landnahmen fanden 1831 statt, als Teile von Thorndike und 1833 statt, als Teile von Montville hinzugenommen wurden.
Waldo liegt an der Bahnstrecke Burnham Junction–Belfast, auf der momentan kein Zugverkehr stattfindet.

### Einwohnerentwicklung
| Volkszählungsergebnisse – Town of Waldo, Maine | Volkszählungsergebnisse – Town of Waldo, Maine | Volkszählungsergebnisse – Town of Waldo, Maine | Volkszählungsergebnisse – Town of Waldo, Maine | Volkszählungsergebnisse – Town of Waldo, Maine | Volkszählungsergebnisse – Town of Waldo, Maine | Volkszählungsergebnisse – Town of Waldo, Maine | Volkszählungsergebnisse – Town of Waldo, Maine | Volkszählungsergebnisse – Town of Waldo, Maine | Volkszählungsergebnisse – Town of Waldo, Maine | Volkszählungsergebnisse – Town of Waldo, Maine |
| Jahr                                           | 1800                                           | 1810                                           | 1820                                           | 1830                                           | 1840                                           | 1850                                           | 1860                                           | 1870                                           | 1880                                           | 1890                                           |
| ---------------------------------------------- | ---------------------------------------------- | ---------------------------------------------- | ---------------------------------------------- | ---------------------------------------------- | ---------------------------------------------- | ---------------------------------------------- | ---------------------------------------------- | ---------------------------------------------- | ---------------------------------------------- | ---------------------------------------------- |
| Einwohner                                      |                                                |                                                | 245                                            | 534                                            | 721                                            | 812                                            | 728                                            | 648                                            | 663                                            | 581                                            |
| Jahr                                           | 1900                                           | 1910                                           | 1920                                           | 1930                                           | 1940                                           | 1950                                           | 1960                                           | 1970                                           | 1980                                           | 1990                                           |
| Einwohner                                      | 468                                            | 386                                            | 396                                            | 362                                            | 340                                            | 324                                            | 395                                            | 431                                            | 495                                            | 626                                            |
| Jahr                                           | 2000                                           | 2010                                           | 2020                                           | 2030                                           | 2040                                           | 2050                                           | 2060                                           | 2070                                           | 2080                                           | 2090                                           |
| Einwohner                                      | 733                                            | 762                                            | 795                                            |                                                |                                                |                                                |                                                |                                                |                                                |                                                |

## Wirtschaft und Infrastruktur

### Verkehr
Die Maine State Route 131 verläuft entlang der nordwestlichen Grenze der Town. Sie wird in südliche Richtung von der Maine State Route 137 im Westen und der Maine State Route 7 im Osten gekreuzt.

### Öffentliche Einrichtungen
Es gibt keine medizinischen Einrichtungen in Waldo. Die nächstgelegenen befinden sich in Belfast.
In Waldo gibt es keine Bücherei. Die nächstgelegene befindet sich in Belfast.

### Bildung
Waldo gehört mit Brooks, Freedom, Jackson, Knox, Liberty, Monroe, Montville, Thorndike, Unity und Troy zur RSU #3.
Im Schulbezirk werden folgende Schulen angeboten:
- Monroe Elementary School in Monroe
- Morse Memorial Elementary School in Brooks
- Mount View Elementary in Thorndike
- Mount View Middle School in Thorndike
- Mount View High School in Thorndike
- Troy Elementary in Troy
- Unity School in Unity
- Walker Elementary in Liberty

## Persönlichkeiten
- Heather Hemmens (* 1984), Schauspielerin